# 煙草 (小説)
『煙草』（たばこ）は、三島由紀夫の短編小説。三島が戦後に書いた短編小説で最も古いものである。学習院中等科に通っていた少年時代の「感覚的記憶」を題材・背景に、初めて吸った煙草の感覚と、その煙草をくれた上級生に同性愛的な恋心を抱く「私」の大人への精神構造変換の心境を綴った短編作品。終戦前に執筆した『中世』と共に川端康成の推薦を受け、戦後文壇への足がかりとなった作品である。また三島が自身の「四つの処女作」の一つとしている作品でもある。

## 発表経過
初出は1946年（昭和21年）、川端康成の推薦により雑誌『人間』6月号に掲載された。
単行本としては、初出と同年の1946年（昭和21年）夏頃に刊行予定だった短編集に収録されるはずであったが、これは未刊となり、1947年（昭和22年）8月に桃蹊書房より刊行の『年刊創作傑作集第一號』に収録された後、1948年（昭和23年）12月1日に鎌倉文庫から刊行の『夜の仕度』に収録された。
その後、1949年（昭和24年）、雑誌『別冊八雲』9月号の〈小説三十人集〉、1956年（昭和31年）、雑誌『文藝』12月・増刊号の〈現代作家出世作全集〉欄に再掲載された。文庫版としては、1970年（昭和45年）7月15日に新潮文庫より刊行の『真夏の死――自選短編集』に収録された。
翻訳版はジョン・ベスター訳（英題：Cigarette）で行われている。

## あらすじ
華族学校の中等科に通う「私」（長崎）は、学校の一般的な友人らのやることの反対をあえてやることを内心誇りとし、中等科に入ると誰しもが始めるスポーツを憎み、運動部に入部させようとする上級生たちの勧誘にも自分の虚弱体質をわざと誇張して断っていた。
「私」は学校を囲む広い森の中を独り散歩するのが好きだった。その森は起伏が多く、校舎はおもに丘の頂にあって、丘の斜面がみな森になっていた。その森の中には沼地が散在し、沼べりにある朽ちた木の根に腰をおろして、沼水の中を秋の落葉がゆっくりと生き物のように美しく翻りながら沈んでいくのを見つめる静謐な刹那々々が、わけもなく「私」を幸福させるのだった。
そんな静かな森の散歩の途中、上級生2人が小さな草地にねころんで禁じられている煙草を吸おうとしている瞬間に「私」は遭遇した。彼らは「私」に見られたことに少し動揺したが、「ちょっとここへ来いよ」と「私」を仲間に引き入れて、「私」にも一服吸わせた。初めての煙草にむせながらも、楽しげに笑う上級生2人とのひとときに「私」は幸福を感じた。そして煙草をくれた方の人が優しく「私」の耳元で名前を訊ねた。その待ち焦がれていたような声の主に「私」はとても惹かれた。
煙草を吸ってしまった罪悪感と同時に、それまで軽蔑していたスポーツマンの同級生たちへの対抗心が、たんなる羨望や負け惜しみにすぎないことがわかってきた「私」は、煙草を吸ったことが密かな自信となり、翌日からなんとなく快活な気分になった。昼休みにはバスケットボールをやっている人たちに加わってみたり、校舎の裏の花壇に生々しく咲き残っていた菊の花々に知らず知らずに夢中に見入ったりした。「私」は、秋の日に輝いている沼の方を見下ろし、前日も森の沼地で聞こえた木を切る斧の、雲の晴間からさす数条の光りのような響きに、煙草をくれたあの人の明るくきびきびした乾いた声を思い出す。
冬が間近いある日の放課後、文芸部の「私」は国語の自由研究の調べもので文芸部の部室に行き、つい長々と辞典を読みふけって夕暮れ時に部屋を出た。ちょうどその時、廊下を勢いよく曲がってくるラグビー部の上級生たちの一行が来た。敬礼する「私」に、その中の1人が「私」の肩を強く叩いて「長崎じゃないか」と声をかけた。「私」はあの人に再び会えた喜びで泣きそうになり彼を見上げた。すると周囲の連中が、「お稚児さんか？」「伊村、いったい何人目だ」と騒いで囃し立て、「私」もラグビー部の部室に一緒に連れて行かれた。
その乱雑な部室の中は、なまめかしいような、メランコリックな匂いが充満し、壊れかけた椅子に座らされた「私」のとなりに伊村は腰かけた。膝をあらわにしたユニフォームの伊村の顔や胸には練習後の汗がまだ光っていた。彼は煙草を吹かしながら、彼と「私」の仲を揶揄するみんなの様子を面白そうに聞き終ると、その日の練習の注意点などを話し始めた。「私」は目をつぶってその声を聞いていた。そして、だんだん短くなっていく煙草の先を見て急に異様な胸苦しさを感じ、「伊村さん、たばこ1本下さい」と、ある答えを期待しながら呼びかけた。
その時、伊村の眉が少し歪んだようだったが、どっと盛り上がる周りの部員が見守る雰囲気の中、普段の快活な調子で煙草を1本取り出し、「本当に吸えるのか？」と「私」に渡した。期待した言葉（「やめとけよ」）が得られなかった「私」は、悲しみを訴えて飼い主の目を見る羊のように伊村を見たが、もう吸うしかない「私」は涙目でひどくむせながら吸い続けた。最初は笑っていた上級生たちの様子からだんだん明るさが消え、ついには「よせよせ」と低音で言う者も出てきた。
伊村は、咳き込んで苦しそうにしている「私」をわざと直視しないようにし、無理に薄笑いをうかべていた。その傷ついた表情の伊村の姿を見た瞬間の「私」は、痛ましい喜びが自分の中に沸くのを感じた。伊村は笑ったまま何気なさを装いながらも素早く「私」から煙草を奪い去って、「よせよせ、無理するなよ」と机の縁で煙草の火をもみ消し、「暗くなるぞ、帰らなくていいのか？」と言った。「私」は見当違いな方向にお辞儀をして部屋を出た。
その日の夜、眠れない床の中で「私」は、それまで持っていた「自分以外のものでありたくない」という頑なな誇り高さから、今や「自分以外のものであること」を切望し始めたことを自覚した。その夜おそく、どこか遠くの方で火事があり、彼方に火の粉が優雅に舞い上がる眺めを見た後に「私」は眠りに落ちた。しかしその記憶は不確かで、この夜の火事は「私」の夢の中の情景だったかもしれなかった。

## 登場人物
私
名前は「長崎」。華族学校の中等科に進級したばかりの1年生。他の同級生に比べて体が弱い。運動部には入らずに文芸部を選ぶ。家族は、父母と祖母がいて、家族からは「啓ちゃん」と呼ばれている。ときどき晩に家族で銀座の街中の賑やかなレストランに行くこともあり、帰りのタクシーの助手席から夜のネオン・サインや建物を眺めたりする。
伊村
「私」に煙草をくれた上級生。ラグビー部に所属。若々しく明るいきびきびした声。スポーツマンらしい太い腕。森での初対面の時、「私」にどこの部に入るのか訊ね、文芸部に入るつもりだと聞くと驚き、「しょうがないなあ。あそこは肺病の行く部だよ。よせよせ」などと言った。
上級生の1人
学校の森の草地で、禁じられている煙草を伊村と一緒に吸おうとしていた上級生。「私」にその瞬間を見られて焦り、すぐに火を消す。
ラグビー部の上級生たち
伊村のラグビー部の仲間。下級生の「私」と顔見知りの伊村をからかい、「私」を彼のお稚児さん扱いにする。

## 執筆動機・作品背景
この『煙草』は、三島由紀夫が通っていた学習院中等科が舞台背景になっており、その時代の〈感覚的記憶を玩弄〉して仕上がった作品となっている。実際に三島が初めて煙草を吸ったきっかけがこの作品の中の上級生2人だったかは定かではないが、中等科の頃だったのは事実らしく、1957年（昭和32年）に発表したエッセイ『わが思春期』では、学習院の通用門の前にあった古い小さな喫茶店で中等科の学友らと一緒に〈禁制のタバコを、こつそり吸ひはじめ〉、初めての味は〈ちつとも旨くない〉と書かれている。
三島は、終戦まもない1946年（昭和21年）1月の21歳直前に執筆したこの短編について、〈戦争直後のあの未曾有の混乱時代に、こんな悠長なスタティックな小説を書いたのは、反時代的情熱といふよりも、単に、自分がそれまで所有していたメチエの再確認のためであつた〉と、死の約5か月前の1970年（昭和45年）6月に振り返った自作自註で語りながら、〈正直なところ、私の筆も思想も、戦争直後のあの時代を直下に分析して描破しうるほどには熟してゐなかつた〉として以下に続けている。
なお、この作品発表当時の同年1946年（昭和21年）に刊行されるはずだった短編集に寄せた跋文においては、〈私小説が読者に与へる安心感を逆用した小説である〉と自作解説し、〈愛してゐる〉作品だと述べている。
この作品発表2年後の1948年（昭和23年）では、〈四つの処女作〉のうちの〈第三の処女作〉と位置づけながら、〈大して愛着のある作品ではない〉としているが、他の『酸模』『彩絵硝子』『盗賊』を含めた〈四つの処女作〉全体を、その〈はかなさの故に〉愛して憎むと纏めている。
『煙草』を執筆した直後の三島は、他の7編の原稿（花ざかりの森、中世、サーカス、岬にての物語、彩絵硝子、など）と共に、七丈書院と合併した筑摩書房の雑誌『展望』に持ち込んだ。編集長の臼井吉見は、あまり好みの作風でなく肌に合わなくて好きではないが「とにかく一種の天才だ」と『中世』などを採用しようとするが、顧問の中村光夫から「とんでもない、マイナス150点（120点とも）だ」と叱咤されたため全部没とした。
それと同じ頃の1月27日、三島は『煙草』の原稿と『中世』の原稿を携えて鎌倉に住む川端康成を訪ねた。三島は、終戦前、途中まで雑誌掲載された『中世』を川端が賞讃していたという話を人伝に聞いていたため、それを頼みの綱に『中世』と一緒に『煙草』の原稿も渡した。当時、鎌倉文庫から雑誌『人間』を創刊したばかりの川端は、編集長の木村徳三にそれらを推薦して、先ずは『煙草』の掲載が決まった。
そして、やや間があって同年６月に掲載された。この掲載は三島にとって、〈「救助の手」の最も大きなもの〉であり、戦後文壇への足がかりにもなった。また、それ以降、川端と生涯にわたる師弟関係のような強い繋がりの基礎が形づくられることにもなった。
『煙草』の初掲載に続いて、『中世』全編、『夜の仕度』、『春子』なども雑誌『人間』に載ったことで、〈『人間』に小説を書いた三島君〉という、いわば肩書のようなものも付き、戦後の新しい文学的友人を持つきっかけにもなった。

## 作品評価・研究
雑誌『人間』に掲載された当時の評判としては、川端康成の友人でもあった横光利一がしきりに『煙草』を褒めていたとされる。しかしながら、この賞讃は三島の耳には届いていなかった様子で、他の文壇人からの論評も特になかった。そのため三島は、〈評判はといふと、まるで問題にもされなかつた〉とがっかりしている。
ただし、村松定孝は当時『煙草』を初めて読んだ時の衝撃を、「年少者に先きを越された歯がゆさ」、「しまったと狼狽した気持」だったと振り返り、「俺だって、こういうものを嘗ては書いてみたいとおもったこともあるのに、時代も不向きだというおもわくから捨ててしまって、……一生の不覚だったと、もう居ても立ってもいられないくらい取り乱した」と吐露している。
本多秋五には村松定孝が受けたような衝撃的な感動はなく、作者の三島が何を狙っているのか判定できなかったが、「素直な、虚偽の分子のない作品と思えた」と述べている。そして本多は、筑摩書房に三島が原稿を持ち込んだ時に臼井吉見がいくらか評価し、中村光夫が全く見向きもしなかったエピソードに触れつつ、戦後まだ無名だった三島に対してそうした見方が一般的だったろうとした上で、「無名の大学生三島の『煙草』を、あえて『人間』に推薦した川端康成は、さすがに新人発見の名人だけのことが、どこかあったのである」と述べている。ちなみに、川端はこの三島の『煙草』を推薦した2年後の1948年（昭和23年）5月号から、自身も大阪府立茨木中学校（現・大阪府立茨木高等学校）時代の同性愛的初恋の思い出を綴った作品『少年』を同誌で連載開始している。
三島没後の作品研究としては、「生命力の反逆の兆し」を看取しようとしている田中美代子の評価をはじめ、「学習院を背景とした精神的自伝」だとして、「大人への精神構造の変換と、同性愛が一本の煙草に微妙に象徴されている」と評価する長谷川泉や、「戦後耽美派」としての三島の側面から論考している山内由紀人と評価などがある。
山内由紀人は、三島の本格的な小説の出発点を1940年（昭和15年）11月執筆の『彩絵硝子』だとみて、「『彩絵硝子』の世界が戦後になってさらに洗練され、一つの文学的結実をみせたのが『煙草』」であるとしている。そして、『煙草』には「戦後耽美派」としての三島の側面が「最も理想的なかたちであらわれている」と評価した上で、「デカダンスな雰囲気、淫蕩的な気分と同性愛的な匂い、そして変身願望。ストイックな文体で描かれるその世界」が、のちの中井英夫の作品世界に通底しているとしながら、三島が述べた〈純然たる現代小説は、むしろ『彩絵硝子』から『煙草』への線上にある〉という言葉を補記して解説している。
その他の高橋新太郎は、末尾の段落の火事の眺めの描写表現を、「夢か現か定かならぬ境位の表現は、きわめて象徴的でもあり、美しい」と評価し、校内の森を散歩する場面にみられる〈静謐〉の感覚など、この頃の三島の初期作品（『花ざかりの森』など）に共通してみられる「〈静謐〉への志向」に注目している渡部芳紀の解説もある。
なお、『煙草』には異稿があり、伊村との後日談などが書かれた続きの原稿が存在している。その異稿には、春以後に伊村とすれちがうこともあったが伊村は手を上げ合図する程度の挨拶となり、「私」が4年生になった（伊村は高等科3年）ある初夏の日、森の中で伊村が1人のセーラー服の女学生と一緒にいるところを見てしまい、烈しい嫉妬に苦しめられる心理が描かれている。

※上節と同様、三島自身の言葉の引用部は〈　〉にしています（他の作家や評者の論文からの引用部との区別のため）。

## おもな収録刊行本

### 単行本
- 『夜の仕度』（鎌倉文庫、1948年12月1日）
  - B6判。紙装。
  - 収録作品：「夜の仕度」「序章」「春子」「煙草」「ラウドスピーカー」「中世に於ける一殺人常習者の遺せる哲学的日記の抜萃」「蝶々」「サーカス」「彩絵硝子」
- 文庫版 『真夏の死――自選短編集』（新潮文庫、1970年7月15日。改版1996年7月15日。2020年11月1日）
  - 自作解説：三島由紀夫
  - 収録作品：「真夏の死」「煙草」「春子」「サーカス」「翼」「離宮の松」「クロスワードパズル」「花火」「貴顕」「葡萄パン」「雨のなかの噴水」
  - ※ 2020年11月の新装改版より、津村記久子の解説追加。
- 英文版『Acts of Worship: Seven Stories』（訳：ジョン・ベスター）（Kodansha International、1989年。HarperCollins Publishers Ltd、1991年6月）
  - 収録作品：雨のなかの噴水（Fountains in the Rain）、葡萄パン（Raisin Bread）、剣（Sword）、海と夕焼（Sea and Sunset）、煙草（Cigarette）、殉教（Martyrdom）、三熊野詣（Act of Worship）

### 全集
- 『三島由紀夫全集1巻（小説I）』（新潮社、1975年1月25日）
  - 装幀：杉山寧。四六判。背革紙継ぎ装。貼函。
  - 月報：清水文雄「『花ざかりの森』をめぐって」。《評伝・三島由紀夫 21》佐伯彰一「伝記と評伝（その12）」。《同時代評から 21》虫明亜呂無「初期作品について（その2）」
  - 収録作品：「酸模」「座禅物語」「鈴鹿鈔」「暁鐘聖歌」「館」「彩絵硝子」「花ざかりの森」「苧菟と瑪耶」「みのもの月」「うたはあまねし」「玉刻春」「世々に残さん」「祈りの日記」「曼荼羅物語」「朝倉」「中世に於ける一殺人常習者の遺せる哲学的日記の抜萃」「中世」「エスガイの狩」「菖蒲前」「煙草」「贋ドン・ファン記」「岬にての物語」「恋と別離と」「軽王子と衣通姫」「夜の仕度」「鴉」
  - ※ 同一内容で豪華限定版（装幀：杉山寧。総革装。天金。緑革貼函。段ボール夫婦外函。A5変型版。本文2色刷）が1,000部あり。
- 『三島由紀夫短篇全集』〈上巻〉（新潮社、1987年11月20日）
  - 布装。セット機械函。四六判。2段組。
  - 収録作品：「酸模」から「女流立志伝」までの75篇。
- 『決定版 三島由紀夫全集16巻・短編2』（新潮社、2002年3月8日）
  - 装幀：新潮社装幀室。装画：柄澤齊。四六判。貼函。布クロス装。丸背。箔押し2色。
  - 月報：髙樹のぶ子「幸福な化学反応」。松本道子「思い出の三島歌舞伎」。［小説の創り方16］田中美代子「時の断崖」
  - 収録作品：「世々に残さん」「曼陀羅物語」「檜扇」「朝倉」「中世に於ける一殺人常習者の遺せる哲学的日記の抜萃」「縄手事件」「中世」「エスガイの狩」「菖蒲前」「黒島の王の物語の一場面」「岬にての物語」「鴉」「贋ドン・ファン記」「煙草」「耀子」「軽王子と衣通姫」「恋と別離と」「夜の仕度」「サーカス」「ラウドスピーカー」「春子」「婦徳」「接吻」「伝説」「白鳥」「哲学」
〔創作ノート〕「『菖蒲前』創作ノート」「『軽王子と衣通姫』創作ノート」「『夜の仕度』創作ノート」「『サーカス』創作ノート」「『ラウドスピーカー』創作ノート」「『春子』創作ノート」「『婦徳』創作ノート」「『接吻』創作ノート」